# Ham (Somme)
Ham é uma comuna francesa na região administrativa de Altos da França, no departamento de Somme. Estende-se por uma área de 9,5 km². Em 2010 a comuna tinha 4 694 habitantes (densidade: 494,1 hab./km²).